# Talitha Australis
Talitha Australis o Alkaphrah es el nombre de la estrella κ Ursae Majoris (κ UMa / 12 UMa) de magnitud aparente +3,6, situada en la constelación de la Osa Mayor. Su nombre proviene tanto del árabe como del latín. La palabra Talitha («tercero») proviene del árabe y hace referencia al «tercer salto», ya que para los antiguos árabes, las estrellas que nosotros asociamos con las patas de la osa eran las huellas de gacelas saltando. La palabra Australis, proveniente del latín, alude a su condición de estrella del sur, para diferenciarla de la vecina Talitha Borealis (ι Ursae Majoris).
Talitha Australis es una estrella binaria distante 423 años luz del sistema solar. Las dos componentes están visualmente muy próximas, siendo su separación de sólo 0,3 segundos de arco. Son dos estrellas muy similares de tipo espectral A1 con una temperatura en torno a 9600 K. La componente principal es 290 veces más luminosa que el Sol y su compañera es 250 veces más luminosa que éste. Ambas están terminando la combustión de hidrógeno en su núcleo interno y transformándose en subgigantes.
El período orbital del sistema parece ser de 35,6 años, variando la separación entre las dos estrellas entre 11 y 37 UA debido a la excentricidad de la órbita.
Una o las dos estrellas son estrellas Ae, es decir, emiten radiación que no proviene de las estrellas en sí, sino de un disco circunestelar existente en torno a ellas. Esta clase de estrellas son las homólogas de tipo A de las estrellas Be, entre las que se encuentra Gomeisa (β Canis Minoris), si bien esta última es unos 200 K más caliente. Como cabe esperar en este tipo de estrellas, una o las dos estrellas que forman Talitha Australis rotan rápidamente; la velocidad de rotación medida es de al menos 201 km/s, lo que implica un período de rotación igual o inferior a 3,5 días.